# Kerékgyártó István
Kerékgyártó István (Kaposvár, 1953. augusztus 27. –) író, jogász.

## Életútja
Édesapja Kerékgyártó István, édesanyja Keresztes Mária. Tanulmányai során jogot (Pécsi Tudományegyetem JTK, 1972–1977) és filozófiát (ELTE BTK, filozófia, 1977–1981) végzett. 1977–1987 között a Pécsi Tudományegyetem Jogtudományi Karának tanársegédje, adjunktusa volt. 1987–1989 között a Somogy Megyei Tanácsnál főosztályvezető volt. 1990–1993 között a privatizációs tanácsadó cégek munkatársa és ügyvezetője volt. 1994–1998 között befektetői konzorciumok tagja, közép- és nagyvállalatok társtulajdonosa volt. 1998–99-ben az Országos Rádió és Televízió Testület főigazgatója volt. 1999 óta szabadúszó, írással foglalkozik.
A budapesti Katona József Színház 2012-ben nagy sikerrel mutatta be a Rükverc című regényének adaptációját. Az átdolgozó Radnai Annamária, a rendező Máté Gábor volt.
A szerző Rükverc című regénye alapján készült saját színpadi adaptációját a Kassai Thália Színház 2014-ben mutatta be, Czajlik József rendezésében, a darab férfi főszereplője, Gál Tamás megkapta az év legjobb férfialakítása díjat a Szlovákiában, és az előadást több nemzetközi fesztiválra is meghívták.

## Magánélete
Nős, felesége Beke Szilvia 1977-től. Két gyermekük van: Anna (1981) és Kata (1985).

## Művei

### Próza
- Vagyonregény (regény, 2001, Magvető)
- Makk ász az Olajfák hegyén (regény, 2003, Jelenkor)
- Engelsfurz (regény, 2006) (A Makk ász az Olajfák hegyén német fordítása, Kortina, Bécs)
- Trüffel Milán, avagy egy kalandor élete (regény, 2009, Kalligram)
- Rükverc (regény, 2012, Kalligram)
- Hurok (regény, 2014, Kalligram)
- Rückwärts (regény, 2014, a Rükverc német fordítása, Nischen Verlag, Bécs)
- Makk ász az olajfák hegyén; (2016, jav. kiad. Kalligram)
- A rendszerváltó (regény, 2017, Kalligram)
- Spiatočka (regény, 2019, a Rükverc szlovák fordítása, Artforum, Bratislava)
- Szeretett Gazdám avagy Egy vezér ifjúkora (regény, 2020, Kalligram)
- Márki, aki hatévesen megmentette a világot (meseregény, 2020, Pagony)
- Emma, aki Leó Kabrióval megmentette a Földet (meseregény, 2022, Pagony)
- Mark, baiatul care la 6 ani a salvat lumea (meseregény, a Márk, aki… román fordítása, 2023, Ars Libri Junior)
- Fecske Mián élete, jó sora és viszontagságai (regény, 2023, Kalligram)

### Színházi bemutatók
- Rükverc

Budapesti Katona József Színház; 2013. január 25.
Kassai Thália Színház; 2015. március 5.
Kaposvári Csiky Gergely Színház. 2017. 05. 12.
- Geldreigen (A Hurok német fordítása) Stuttgarti Tri-Bühne Színház; 2014. november 13.
- Puzzle (felolvasó színházi változat) – Nagyváradi Szigligeti Színház; 2015. február 23.
- Hurok (felolvasó színházi változat) – Kaposvári Csiky Gergely Színház; 2015. május 4.
- Hurok – Orlai produkció – Jurányi ház; magyarországi ősbemutató 2019. február 23.
- Skorpió – Orlai produkció – Belvárosi Színház, 2023. december 3.